# 湘南比馬
湘南比馬足球會（Shonan Bellmare），日本給出隊名的中國語為「湘南美海」(ベルマーレ)，故一般簡稱為“湘南美海”。球隊是一支日本職業足球隊，目前參與日本職業足球聯賽。其主場在神奈川縣平塚市的檸檬煤氣平塚體育場（此外球隊在神奈川縣不同的地方作他們的主場比賽），隊名Bellmare意為「美（麗的）海」（美しい海），由拉丁語「Bellum＝美（麗的）」和「Mare＝海」組合而成。
球場前身是藤和不動產足球部，原本據地在栃木縣栃木市，在1969年成立，1994年正式加盟日本職業足球聯賽，球場的根據場除了平塚市，還有伊勢原市、小田原市、茅崎市、秦野市、厚木市、藤澤市、高座郡寒川町、中郡大磯町及二宮町。

## 歷史

### 日職聯以前（－1993年）
球隊在日本職業足球聯賽舉行前曾經在1977年及1979年贏得天皇杯，並在1977年、1979年及1981年贏得頂級聯賽冠軍。1993年球隊改名為湘南比馬，並且因為符合升級資格而得到日職聯社會法的批准成為日本職業聯賽的準成員。在93年奪得日本足球聯賽的冠軍後，改名為平塚比馬。

### 日職聯時代（1994年－1999年）
升級後，球隊在1994年球季表現不太好，在第一階段以第十一名完成。不過在第二階段表現有所改善，以第二名完成比賽。此外在該年亦順利贏得該年的天皇杯冠軍，因此獲得了亞洲盃賽冠軍盃參賽資格。在1995年的球季，與日後的日本國家足球隊重心中田英壽簽署合約，並以年輕球員作為重心，在1996年的亞洲盃賽冠軍盃擊敗了伊拉克球隊Al-Talaba，奪得冠軍。1997年邀請了呂比須加盟，此外還有南韓後衛洪明甫的加入，在1998年世界杯足球賽，共有四名球員成為日韓國家隊成員之一。不過自從當中田英壽在1999年球季加入意大利球隊佩魯賈後，成績開始下滑，加上主要贊助商藤和不動產經營出問題，撤離贊助，結果在該年以最後一名完成球季，球隊降級到乙組進行比賽。

### 日乙時代（2000年－2009年）
在乙級比賽後，球隊開始進行改組，名字改為湘南比馬，變成由市民參加的足球會，並將球隊的根據地擴大，而且成立體育會，設立不同體育運動的項目，不過球隊在乙級的成績只是平平，仍然找不到升級的機會。2009年賽季球隊奪得季軍在自1999年降級後經過十年努力終於重返日本職業聯賽。

### 徘徊甲乙組（2010年－）
但他們首次升班後，僅維持一年又降回乙組。2012年奪下日乙亞軍而日職聯，但在2013球季卻提早三輪篤定降班，再次降至乙組。2014年球季，他們表現卻異常精銳，開季取得14連勝，打破日本聯賽開季連勝紀錄，其後亦提早8輪鎖定升班資格，不久後亦鎖定聯賽冠軍之席位，最終他們在42戰取得101分，打破日乙聯賽的場均得分紀錄而再闖日職聯。

## 球隊名字變遷
| 年份           | 球隊名字             |
| -------------- | -------------------- |
| 1968年～1974年 | 藤和不動產足球俱樂部 |
| 1975年～1992年 | 藤田工業足球部       |
| 1993年         | 湘南比馬             |
| 1994年～1999年 | 平塚比馬             |
| 2000年～現今   | 湘南比馬             |

## 球員名單

### 現役球員 （2023年）
1. 以下球員名單更新於2023年2月22日
2. 球員編號參照湘南比馬官方網站 （页面存档备份，存于）
3. 國籍圖標根據國際足協的參賽資格定義，但球員可能會持有多於一個非國際足協定義的國籍

| 號碼     | 國籍          | 球員名            | 出生日期       | 加盟年份 | 前屬球會       |
| 守 門 員 | 守 門 員      | 守 門 員          | 守 門 員       | 守 門 員 | 守 門 員       |
| -------- | ------------- | ----------------- | -------------- | -------- | -------------- |
| 1        | 大韩民国      | 宋範根            | 1997年10月15日 | 2023年   | 全北現代       |
| 21       | 日本          | 馬渡洋樹          | 1994年8月16日  | 2022年   | 岡山綠雉       |
| 23       | 日本          | 富居大樹          | 1989年8月27日  | 2018年   | 山形山神       |
| 31       | 日本          | 立川小太郎        | 1997年1月4日   | 2021年   | 長野帕塞羅     |
| 後 衛    |               |                   |                |          |                |
| 2        | 日本          | 杉岡大暉          | 1998年9月8日   | 2017年   | 鹿島鹿角       |
| 3        | 日本          | 石原広教          | 1999年2月26日  | 2017年   | 福岡黃蜂       |
| 4        | 日本          | 舘幸希            | 1997年12月4日  | 2020年   | 日本大学       |
| 6        | 日本          | 岡本拓也          | 1992年6月18日  | 2016年   | 浦和紅鑽       |
| 8        | 日本          | 大野和成          | 1989年8月4日   | 2012年   | 新潟天鵝       |
| 16       | 日本          | 山本脩斗          | 1985年6月1日   | 2021年   | 鹿島鹿角       |
| 22       | 日本          | 大岩一貴          | 1989年8月17日  | 2020年   | 仙台維加泰     |
| 26       | 日本          | 畑大雅            | 2002年1月20日  | 2020年   | 市立船橋高校   |
| 28       | 日本          | 吉田新            | 2000年6月29日  | 2023年   | 立正大学       |
| 32       | 日本          | 松村晟怜          | 2003年12月3日  | 2022年   | 帝京長岡高校   |
| 33       | 日本          | 髙橋直也          | 2001年5月28日  | 2023年   | 関西大学       |
| 35       | 日本          | 柴田徹            | 2001年2月18日  | 2023年   | 早稲田大学     |
| 中 場    |               |                   |                |          |                |
| 7        | 日本          | 阿部浩之          | 1989年7月5日   | 2022年   | 名古屋鯨魚     |
| 10       | 日本          | 山田直輝          | 1990年7月4日   | 2019年   | 浦和紅鑽       |
| 13       | 日本          | 平岡大陽          | 2002年9月14日  | 2021年   | 履正社高校     |
| 14       | 日本          | 茨田陽生          | 1991年5月30日  | 2020年   | 大宮松鼠       |
| 15       | 日本          | 奥野耕平          | 2000年4月3日   | 2023年   | 大阪飛腳       |
| 20       | 日本          | 永木亮太          | 1988年6月4日   | 2021年   | 名古屋鯨魚     |
| 27       | 日本          | 池田昌生          | 1998年7月8日   | 2021年   | 福島聯         |
| 30       | 日本          | 鈴木淳之介        | 2003年7月12日  | 2022年   | 帝京大可児高校 |
| 44       | 日本          | 中野嘉大          | 1993年2月24日  | 2022年   | 鳥栖砂岩       |
| 88       | 日本          | 小野瀬康介        | 1993年4月22日  | 2023年   | 大阪飛腳       |
| 前 鋒    |               |                   |                |          |                |
| 9        | 日本          | 山下敬大          | 1996年3月13日  | 2023年   | FC東京         |
| 11       | 挪威 · 摩洛哥 | 塔里克·埃尔尤努西 | 1988年2月23日  | 2020年   | AIK蘇納        |
| 17       | 日本          | 大橋祐紀          | 1996年7月26日  | 2019年   | 中央大学       |
| 18       | 日本          | 町野修斗          | 1999年9月30日  | 2021年   | 北九州向日葵   |
| 25       | 日本          | 若月大和          | 2002年1月18日  | 2022年   | 錫永           |
| 29       | 日本          | 鈴木章斗          | 2003年7月30日  | 2022年   | 阪南大高校     |
| 37       | 日本          | 石井久継          | 2005年7月7日   | 2022年   | 青年隊         |

## 球會榮譽
| 榮譽                       | 次數        | 年度                   |             |             |             |
| 本 土 賽 事                | 本 土 賽 事 | 本 土 賽 事            | 本 土 賽 事 | 本 土 賽 事 | 本 土 賽 事 |
| -------------------------- | ----------- | ---------------------- | ----------- | ----------- | ----------- |
| 日本足球聯賽 冠軍          | 3           | 1977年, 1979年, 1981年 |             |             |             |
| 日本足球聯賽（第二級）冠軍 | 1           | 1993年                 |             |             |             |
| 日本聯賽杯 冠軍            | 1           | 2018年                 |             |             |             |
| 天皇杯 冠軍                | 1           | 1994年                 |             |             |             |
| 日本職業乙組足球聯賽 冠軍  | 2           | 2014年, 2017年         |             |             |             |
| 國 際 賽 事                |             |                        |             |             |             |
| 亞洲盃賽冠軍盃 冠軍        | 1           | 1995年                 |             |             |             |

## 著名前球員
- 中田英壽
- 呂比須
- 茂庭照幸
- 斯蒂芬·莱布特
- 埃迪瓦爾多·夏莫沙
- 吉尔伯托·卡洛斯·纳西门托
- Mirandinha（英语：Mirandinha）
- Almir（英语：Almir）
- 卡洛斯·阿尔贝托·迪亚斯
- 埃德瓦尔多·奥利维拉·查韦斯
- 埃爾南·加維里亞
- 汉密尔顿·里卡德
- 阿利·迪纳斯
- 埃维尔·帕拉西奥斯
- 洪明甫
- 史迪维卡·拉斯迪
- 卡西亚诺·德瓦尔
- 达尼埃尔·萨拉布里亚
- 安赫尔·奥尔蒂斯
- 帕维尔·巴迪亚
- 维塔利·帕拉赫内维奇

## 歷年領隊
- 1992年—1995年：古前田充
- 1995年：植木繁晴（代任）
- 1996年：Toninho Moura
- 1996年—1998年：植木繁晴
- 1999年：上田榮治
- 1999年：古前田充
- 2000年：加藤久
- 2001年—2002年：田中孝司
- 2003年：Mohamed Samir
- 2003年—2004年：山田松市
- 2004年：望月達也
- 2004年—2006年：上田榮治
- 2006年—2008年：菅野將晃
- 2009年—2011年：反町康治
- 2012年—現在： 曹貴裁